# VOET
VOET staat voor "vakoverschrijdende eindtermen" en is een pedagogisch begrip in het Vlaams onderwijs.

## Situering
Vakoverschrijdende eindtermen in het secundair onderwijs zijn eindtermen die de vakgrenzen overschrijden. Elke vakleraar is er medeverantwoordelijk voor dat de school zich inspant om ze te bereiken. Er is met andere woorden een inspanningsverplichting. Bij vakoverschrijdende eindtermen gaat het dus niet alleen over inhoud, maar ook over werkwijzen en attitudes.

## Soorten
Men onderscheidt zeven vakoverschrijdende eindtermen:
- Leren leren
- Sociale vaardigheden
- Opvoeden tot burgerzin
- Gezondheidseducatie
- Milieu-educatie
- Muzisch-creatieve vorming
- Technisch-technologische vorming (in het ASO)

## Basisonderwijs
Hier zijn drie "leergebied overschrijdende" eindtermen:
- ICT
- Leren leren
- Sociale vaardigheden